# 库尔特·哈策尔
库尔特·哈策尔（瑞典語：Curt Hartzell，1891年9月3日—1975年1月17日），生于北雪平，瑞典男子体操运动员。他曾获得1912年夏季奥运会体操比赛男子团体瑞典式金牌。他于1975年在斯德哥尔摩去世。